# Braunkehlreiher
Der Braunkehlreiher (Egretta vinaceigula) ist eine Reiherart aus der Gattung Egretta. Er hat ein ungewöhnlich kleines Verbreitungsgebiet und kommt nur im Süden Zentralafrikas vor. Er zählt zu den am wenigsten erforschten Reiherarten. Lange Zeit hielt man ihn für eine Unterart des Glockenreihers. Er unterscheidet sich jedoch in seinen Lebensraumanforderungen, seinem Körperbau und seinen Ernährungsgewohnheiten, so dass es heute weitgehender Konsens ist, ihn als eigenständige Art einzustufen. 

## Erscheinungsbild
Der Braunkehlreiher erreicht eine Körperlänge von 43 Zentimetern und wiegt zwischen 250 und 340 Gramm. Die Grundfärbung des Gefieders ist ein dunkles Blaugrau, das allerdings bei Feldbeobachtungen fast schwarz wirken kann. Der Schnabel ist schmal und dunkel. Die Iris sind gelblich. Die Kehle und das Kinn sowie der Vorderhals sind rotbraun. Am Hinterkopf befinden sich verlängerte Federn, die einen kleinen grauen Schopf bilden. Verlängerte Federn finden sich auch am unteren Hals sowie am Rücken. Die Unterseite der Flügel ist cremefarben bis blass blaugrau. Die Beine sind gelblich grau bis gelbgrün. 
Der Braunkehlreiher ähnelt in seinem Erscheinungsbild sehr dem Glockenreiher. Er ist allerdings etwas leichter gebaut. Die wichtigsten Unterscheidungsmerkmale sind die rotbraune Kehle und die gelben Beine, die beide beim Glockenreiher fehlen.

## Verbreitungsgebiet, Bestand und Lebensraum
Das Zentrum des Verbreitungsgebietes des Braunkehlreihers ist das Okavangodelta, das im Nordwesten von Botswana liegt. Dieses Binnendelta inmitten der semi-ariden Kalahari mit über 20.000 Quadratkilometern Fläche ist eines der größten und tierreichsten Feuchtgebiete Afrikas. Das Verbreitungsgebiet des Braunkehlreiher dehnt sich möglicherweise bis zum Chobe River in Botswana sowie bis zum Caprivi Strip in Namibia aus. Es gibt vereinzelte Meldungen aus anderen Feuchtgebieten wie in Sambia und Namibia sowie Angola. Es ist jedoch nicht bekannt, ob es sich hier um dauerhaft ansässige Brutpopulationen handelt. Die Bestandsgröße ist nur sehr spärlich untersucht. Vermutlich gibt es weniger als 5.000 Braunkehlreiher.

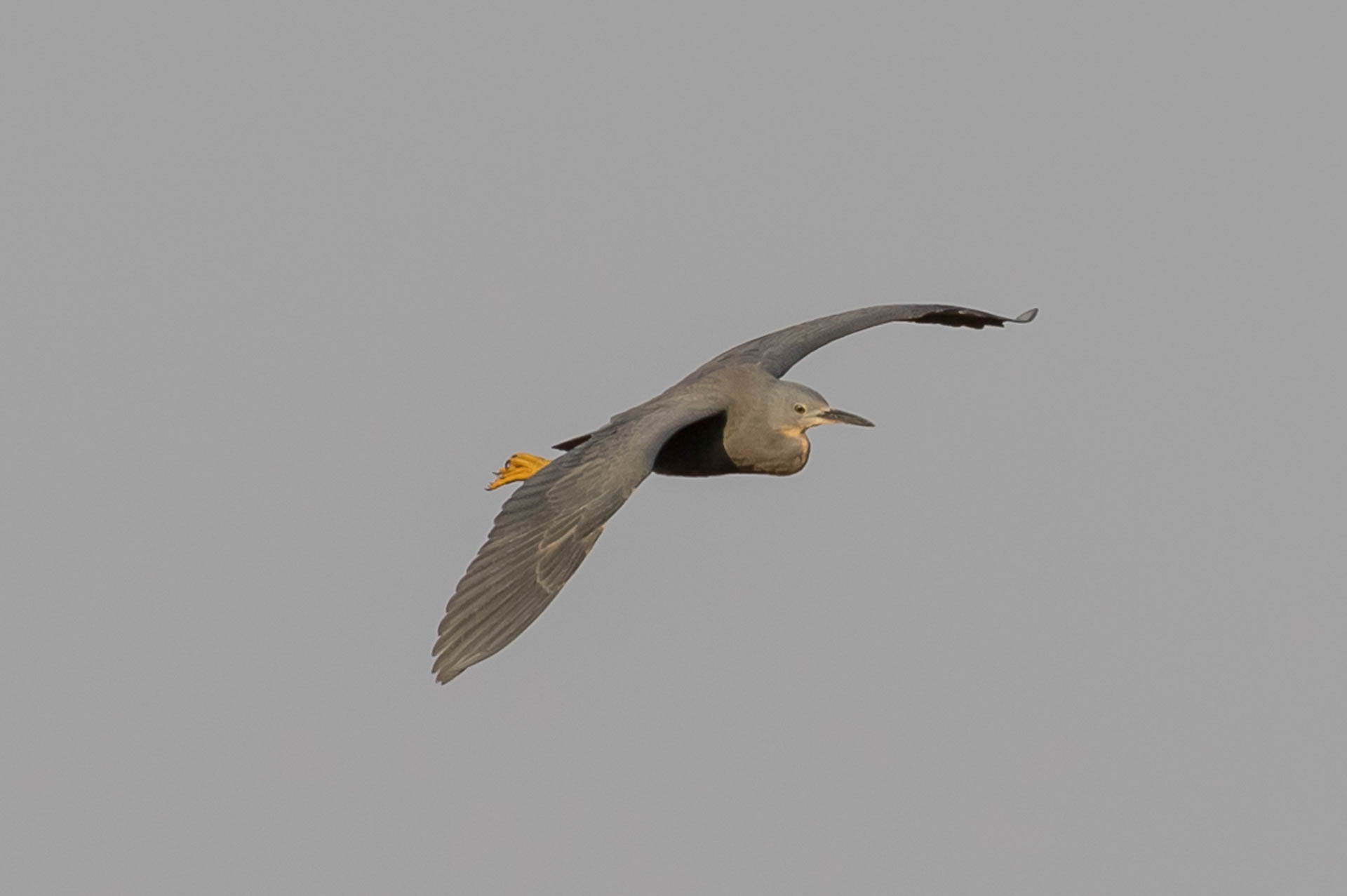
Braunkehlreiher

Der Lebensraum des Braunkehlreiher sind saisonal überflutete Flächen. Seine Nahrung sucht er bevorzugt in Flachwasserzonen. Offenes Wasser sucht er nur selten auf. Er hält sich meist dort auf, wo höhere Vegetation ihm Schutz bietet. Wegen seiner spezifischen Lebensraumansprüche und seines kleinen Verbreitungsgebietes gilt er als eine potentiell gefährdete Art. Insbesondere eine Veränderung seines Lebensraumes kann starke Auswirkungen haben. So verschwanden Braunkehlreiher in zuvor besiedelten Gebieten, nachdem dort ein Fluss aufgestaut oder Schilfgürtel abgebrannt wurden.

## Lebensweise
Der Braunkehlreiher sucht seine Nahrung überwiegend in Gewässerzonen mit einem Wasserstand von weniger als 10 Zentimetern. Er bewegt sich dabei in reihertypischer Manier, indem er langsam schreitet oder auch über längere Zeit still an einer Stelle verharrt. Verhältnismäßig häufig wühlt er mit den Füßen den Grund auf. Zum Nahrungsspektrum gehören Schnecken, die er von Seerosenblättern abliest, Libellen, Frösche, Kaulquappen und kleine, fünf bis 10 Zentimeter lange Fische. Er ist überwiegend tagaktiv mit Aktivitätshöhepunkten in der Dämmerung. Die Ruhezeit verbringt er in Bäumen oder im Schilfgürtel. Dabei ist er häufig mit anderen Reihern sowie Störchen vergesellschaftet.  
Die Fortpflanzungszeit beginnt nach dem Höhepunkt der Überschwemmungen. Die Nester werden in kleinen Kolonien errichtet. Dabei ist er häufig mit dem Rotbauchreiher vergesellschaftet. Das Gelege besteht gewöhnlich aus drei Eiern. Die Brutzeit beträgt 21 bis 24 Tage.

## Belege

### Einzelbelege
1. ↑   Kushlan et al., S. 159
2. ↑   Kushlan et al., S. 160
3. ↑   Kushlan et al., S. 160
4. ↑   Kushlan et al., S. 161
5. ↑   Kushlan et al., S. 161